# Vivian Vance
Vivian Vance, pseudonimo di Vivian Roberta Jones (Cherryvale, 26 luglio 1909 – Belvedere, 17 agosto 1979), è stata un'attrice e cantante statunitense, nota principalmente per aver impersonato il ruolo di Ethel Mertz nella sitcom Lucy ed io (1951–1957), per il quale ha vinto il Primetime Emmy Award come Miglior Attrice Non Protagonista.
Ha anche recitato al fianco di Lucille Ball nel Lucy Show dal 1962 fino alla fine della terza e ultima stagione della serie nel 1965. Nel 1991, ha ricevuto una stella nella Walk of Fame di Hollywood.

## Primi anni di vita
Vivian Vance nasce in Cherryvale, in Kansas, seconda dei sei figli di Robert Andrew e Euphemia Mae (Ragan) Jones. All'età di sei anni, la sua famiglia si trasferisce a Independence, sempre in Kansas, dove inizia a studiare recitazione presso la Independence High School con l'insegnante Anna Ingleman. La sua passione per la recitazione si scontra con le rigide credenze cattoliche della madre. La piccola "Viv" si ribella presto, sgattaiolando fuori dalla sua stanza e uscendo di casa dopo il coprifuoco. Cambia il suo cognome in "Vance" e si trasferisce a Albuquerque, in New Mexico, per cercare lavoro come attrice. La prima performance è presso il Piccolo Teatro di Albuquerque nel 1930; apparirà più volte in questo teatro con diversi spettacoli, tra cui This Thing Called Love e The Cradle Song. Il teatro locale la aiuta quindi a pagare il suo viaggio verso New York, per studiare presso l'insegnante Eva Le Gallienne.

## Carriera

### Televisione
1951–1958: I Love Lucy e il successo
Nel 1951, quando Desi Arnaz e Lucille Ball stavano cercando il cast per la loro nuova sitcom televisiva I Love Lucy, il regista Marc Daniels, che aveva lavorato precedentemente con Vance in una produzione teatrale, suggerì il suo nome per il ruolo della padrona di casa Ethel Mertz. Lucille Ball avrebbe voluto per quel ruolo Bea Benaderet o Barbara Pepper, entrambe sue care amiche. Ma la CBS rifiutò Pepper a causa dei suoi problemi di alcolismo e Benaderet era già impegnata con il ruolo di Blanche Morton in The George Burns and Gracie Allen Show.
Dunque Vance, all'epoca quarantaduenne, conquistò il ruolo per il nuovo programma televisivo, che debuttò il 15 ottobre del 1951 sulla CBS. Il personaggio di Vance, Ethel Mertz, era la padrona di un appartamento di New York che lei e suo marito Fred possedevano sulla Sessantottesima strada Est. Il ruolo di Fred Mertz era interpretato da William Frawley, che aveva 22 anni più di lei. Nonostante l'eccezionale alchimia dimostrata dai due nel piccolo schermo durante i numeri di intrattenimento, Vance e Frawley non andavano molto d'accordo nella vita reale. Secondo alcuni articoli, i rapporti iniziarono ad inasprirsi quando Frawly sentì Vance lamentarsi della sua età, dicendo che avrebbe dovuto interpretare la figura del padre di Ethel e non del marito. Altri ricordano che si detestassero a vicenda e che Vance fosse infastidita dall'atteggiamento irascibile di Frawley.
Premiata per la sua interpretazione di Ethel Mertz nel 1953, Vance divenne la prima attrice a vincere un Emmy Award come Miglior Attrice Non Protagonista; ritirò il premio alla cerimonia degli Emmy nel febbraio 1954. Sarebbe stata candidata al premio altre tre volte (nel 1954, nel 1956 e nel 1957) prima della fine della serie.
Nel 1957, dopo la fine degli episodi di grande successo di I Love Lucy, Vance continuò a interpretare il ruolo di in una serie di episodi più lunghi, dalla durata di un'ora, intitolata The Lucille Ball-Desi Arnaz Show, più tardi rinominata The Lucy-Desi Comedy Hour. Quando I Love Lucy, venne riformattato negli spettacoli più lunghi di Lucy-Desi, Desi Arnaz propose a Vance e Frawley di recitare in un loro spin-off dedicato a "Fred and Ethel". Nonostante Frawley fosse molto interessato, Vance rifiutò, principalmente perché non voleva lavorare individualmente con Frawley, visto il rapporto aspro che si era instaurato tra loro. Inoltre, Vance pensava che i personaggi di Mertz sarebbero stati inefficaci senza i Ricardos. La scelta di Vance di rifiutare lo spettacolo non fece che intensificare l'inimicizia con Frawley.
Vance era invece interessata a recitare in una serie basata sulla vita di Babs Hooten, newyorkese donna di mondo che si trasferisce in New Mexico per gestire un hotel e un ranch. Desi Arnaz finanziò un progetto pilota intitolato  Guestward, Ho!, che venne lanciato nel 1958 da Desilu; tuttavia, lo spettacolo venne rifiutato dalla CBS e Vance continuò a interpretare il ruolo di Ethel Mertz. Successivamente Arnaz ripropose lo spettacolo con la modella e attrice Joanne Dru nel ruolo di protagonista, vendendo la serie alla ABC, da cui venne rimossa appena una stagione dopo la messa in onda.
1962–1977: The Lucy Show e altri spettacoli
Nel 1962, Lucille Ball stava progettando di tornare in televisione in una nuova serie, The Lucy Show. La serie vedeva come protagonista Ball nel ruolo di Lucy Carmichael, una vedova con due figli residente a Danfield. Vance accettò con riluttanza di essere la co-star dello show, alla condizione di avere il permesso di indossare abiti più affascinanti e di impersonare un personaggio dal nome "Vivian". A quel punto della sua vita, Vance iniziava ad essere stufa di sentirsi chiamare "Ethel" dal pubblico.
Apparse nel The Lucy Show dal 1962 al 1965, nel ruolo di Vivian Bagley, una madre divorziata che condivideva l'appartamento con il personaggio di Lucille Ball. Il personaggio fu il primo divorziato di sempre in una serie televisiva settimanale americana. Nella terza stagione, Vance non apparve in sette dei ventisei episodi della serie. Vance stava iniziando a stancarsi dei continui spostamenti tra la sua casa nella East Coast e Los Angeles. La relazione lavorativa con Lucille Ball stava diventando stancante. Alla fine della terza stagione, Vance decise che avrebbe continuato il pendolarismo solo a fronte di un nuovo contratto, che gli fornisse più controllo creativo, con la possibilità di produrre e dirigere episodi, e meglio retribuito. Gli agenti e i dirigenti di studio non informarono correttamente Lucille Ball delle richieste di Vance per il nuovo contratto, credendo che il desiderio di Vance fosse quello di essere messa allo stesso livello di Ball. I produttori decisero di non accettare le richieste di Vance. Ball e Vance si sentirono così entrambe tradite dall'altra e Vance lasciò la serie. Ball si sarebbe in seguito detta pentita di non aver assecondato le richieste di Vance. Senza Vance, Ball considerò seriamente di concludere la serie, sentendo di non poter proseguire senza lei. Quando le due si riconciliarono, Vance fece altre tre comparse come ospite nelle restanti stagioni di The Lucy Show.

### Broadway
Dal 1932, Vance partecipò in molti show di Broadway, il più delle volte come membro del coro. Iniziò a ricoprire ruoli più importanti dopo che sostituì Kay Thompson nel musical Hooray for What! (1937). Il suo personaggio di maggiore successo fu quello di Nancy Collister nel musical di Cole Porter Let's Face It! (1941), in cui recitò insieme a Danny Kaye and Eve Arden in oltre 500 performance.

## Vita personale
Vance si è sposata quattro volte; i suoi primi tre matrimoni si sono conclusi con il divorzio. È stata sposata con il suo terzo marito, l'attore Philip Ober, per 18 anni. All'epoca correvano voci che Ober avesse abusato della moglie, invidioso della sua carriera di successo. Il 16 gennaio 1961, Vance sposò l'agente letterario ed editore John Dodds, con cui visse a Stamford, in Connecticut, fino al 1974; in seguito, i due si trasferirono in California, dove vissero fino alla morte di Vivian.

## Morte e eredità
Vance ha fatto la sua ultima apparizione in televisione con Lucille Ball nello speciale della CBS Lucy Calls the President, andato in onda il 21 novembre 1977. Quell'anno venne colpita da un ictus che la lasciò parzialmente paralizzata.
È morta all'età di 70 anni il 17 agosto 1979 a causa di un cancro al seno. Dopo la sua morte, Desi Arnaz disse: "È brutto perdere una delle più grandi artiste con cui ho avuto l'onore e il piacere di lavorare, ma è ancora più doloroso sopportare la perdita di una delle tue migliori amiche".

I suoi famigliari donarono il suo Emmy Award al Piccolo Teatro di Albuquerque dopo la sua morte. In un'intervista del 1968, Lucille Ball parlò dei suoi sentimenti riguardo la performance di Vance mentre guardava le repliche di Lucy ed io:
"Adesso mi capita di spendere il mio tempo guardando Viv. Viv era sensazionale. E allora, c'erano delle cose che avevo da fare—ero sempre per qualche ragione in sala da proiezione—e non potevo concentrarmi su di lei. Ma ora posso. E mi piace ogni film che Viv ha fatto. Lei era qualcosa."
Per i suoi risultati nel settore televisivo, Vance è stata premiata, dopo la sua morte, con una stella della Walk of Fame di Hollywood il 14 febbraio 1991.
Vance è stata commemorata presso il Lucille Ball–Desi Arnaz Center a Jamestown, New York. Il 20 gennaio 2010 il San Francisco Chronicle riportò che un antiquario locale aveva ereditato molte foto di Vance, album ricordo e il manoscritto della sua autobiografia mai pubblicata quando John Dodds morì nel 1986. Vance e Frawley sono stati introdotti nella Television Academy Hall of Fame nel marzo del 2012.
La storia di come Vance venne scelta per il ruolo di Ethel Mertz è raccontata in I Love Lucy: A Funny Thing Happened on the Way to the Sitcom, una stage-comedy presentata in anteprima a Los Angeles il 12 luglio 2018. Scritta da Gregg Oppenheimer (figlio del produttore di Lucy ed io, Jess Oppenheimer), è stato registrata davanti a un pubblico dal vivo per la trasmissione radiofonica pubblica a livello nazionale e, successivamente, distribuita online.

## Premi e riconoscimenti

### Maggiori riconoscimenti

#### Primetime Emmy Awards
- Miglior Attrice Non Protagonista — I Love Lucy (Vinto; 1954)
- Miglior Attrice Non Protagonista — I Love Lucy (Candidata; 1955)
- Miglior Attrice Non Protagonista — I Love Lucy (Candidata; 1957)
- Miglior Attrice Non Protagonista — I Love Lucy (Candidata; 1958)

#### Hollywood Walk of Fame
- Stella (Assegnato postumo; 1991)

### Altri premi

#### TV Land Awards
- Favorite Cantankerous Couple — I Love Lucy (Candidata insieme a William Frawley; 2004)
- Favorite Second Banana — I Love Lucy (Candidata; 2004)